# Quiosque Tivoli

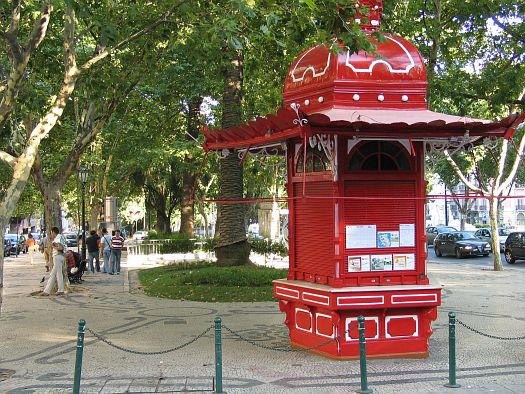
Der Quiosque Tivoli

Der Quiosque Tivoli ist ein Straßenkiosk auf der Avenida da Liberdade, der Prachtstraße der portugiesischen Hauptstadt Lissabon. Er wurde 1925 an der östlichen Seite der Avenida auf Höhe der Einmündung der Rua Manuel de Jesus Coelho aufgestellt.
Namengebend ist das im Jahr darauf unmittelbar daneben errichtete Cinema Tivoli.